# New London (Iowa)
Pour les articles homonymes, voir New London.
New London est une ville du comté de Henry, en Iowa, aux États-Unis. Elle est incorporée le 22 octobre 1860.

## Source de la traduction
- (en) Cet article est partiellement ou en totalité issu de l’article de Wikipédia en anglais intitulé « New London, Iowa » (voir la liste des auteurs).